# Jonathan Lozano
Jonathan Lozano (Convención, Norte de Santander, Colombia, 8 de diciembre de 1993) es un futbolista colombiano. Juega como defensa central en el Sacachispas de la Liga Nacional de Fútbol de Guatemala.

## Clubes
| Club                | País      | Temporadas  |
| ------------------- | --------- | ----------- |
| Cúcuta Deportivo    | Colombia  | 2011 - 2013 |
| Comunicaciones      | Guatemala | 2015 - 2017 |
| Deportivo Pereira   | Colombia  | 2017        |
| Suchitepéquez       | Guatemala | 2018        |
| Jaguares de Córdoba | Colombia  | 2019        |
| Sacachispas         | Guatemala | 2021 -      |